# Orahovičko jezero
Orahovičko jezero je umjetno jezero koje se nalazi u podnožju planine Papuka, nedaleko od Ružice grada. Glavno je i najposjećenije odredište Orahovice tijekom ljetnih dana.

## Opis
Dugo je 208 metara, širina mu varira od 48,8 do 85,2 metara. Površina mu je promjenjiva, ovisno o vodostaju, a kreće se od 1,52 do 1,7 hektara. Sadrži 65.000 prostornih metara pitke vode. Najveća zabilježena dubina mu je na sjevernoj strani i iznosi 9 metara. Duljina obale je 570 metara. 
Obala je uređena kao šetnica. Okolo jezera se nalaze listopadne šume. Iznad jezera se nalazi Ružica grad.

## Povijest
Nastalo je 1961. godine kad se gradio umjetni nasip. Iako je umjetno, ima vlastite prirodne izvore na planini koji omogućuju da u jezero stalno dotječe svježa voda.
Predloženo je 2007. za zaštićenu turističku cjelinu.